# Arnold Matz
Arnold Matz (* 10. April 1904 in Halle an der Saale; † 25. April 1991 in Leipzig) war ein deutscher Komponist, Kompositionslehrer und langjähriger Solobratscher im Gewandhaus zu Leipzig.

## Leben
Matz wuchs als Sohn des Architekten und Baurats Johannes Matz und dessen Frau Louise Friederike, geb. Gropius (1866–), einer Tochter von Martin Gropius, in gutbürgerlichen Verhältnissen auf; schon in frühen Jahren erhielt er ersten Geigenunterricht. Nach Abschluss der Schulausbildung studierte er in den 1920er Jahren am Leipziger Konservatorium Violine bei Walther Davisson und wurde Mitglied des Leipziger Gewandhausorchesters. 1925 übernahm er die Stellung eines ersten Geigers des Gewandhausorchesters. In den Jahren 1936–1940 vervollständigte Matz seine Ausbildung im Fach Komposition mit einem Privatstudium bei Johann Nepomuk David. 1941 zur Wehrmacht einberufen, geriet er 1945 zum Kriegsende in amerikanische Kriegsgefangenschaft. Eine Berufung an die Musikhochschule Leipzig als Lehrer für Tonsatz/Kontrapunkt und Viola erfolgte 1947.
Seine Ernennung zum Professor, an gleicher Wirkungsstätte in Leipzig, datiert aus dem Jahr 1954. Im Laufe der Jahre studierten Kurt Masur und Fritz Geißler Komposition bei Matz und viele seiner Schüler wurden in das Gewandhausorchester übernommen. Mit Renteneintritt und 44 Dienstjahren schied er 1969 aus dem Gewandhausorchester aus, blieb aber weiterhin für die Lehre im Hochschuldienst. Ab dieser Zeit verstärkte er seine Kompositionstätigkeit. Nach ca. zehn weiteren Arbeitsjahren beendete Matz seine Lehrtätigkeit an der Leipziger Musikhochschule Felix Mendelssohn Bartholdy. In seinen letzten Lebensjahren gab er noch Privatstunden und komponierte weitere Werke, bis zu seinem Tod.
Arnold Matz war ein Enkel des Architekten Martin Gropius.

## Werke
Das kompositorische Schaffen von Arnold Matz kreiste um die Kammermusik, verständlicherweise mit der Viola im Zentrum. Aber auch Orchesterwerke und Orgelmusik stehen auf der Werkliste. Als Komponist hatte er einen besonderen Ruf als Meister des Kontrapunkt. In seinen zahlreichen Kompositionen verbinden sich ursprüngliches Musikertum und streng geschultes kontrapunktisches Denken auf originelle Weise. Sonaten und andere Stücke waren nicht zuletzt den selten bedachten Instrumenten und verschiedenartigen Kombinationen gewidmet. Sie gewannen mit neuen kompositions- und spieltechnischen Anforderungen große Bedeutung für die Ausbildung der Musikstudenten.
- LITOTES, ein poesievolles Duo für Viola und Klavier
- Introitus und Passacaglia für Streichorchester
- Konzert für Viola und Orchester (Uraufführung am 24. Juni 1988, Neues Gewandhaus zu Leipzig)
- Vier Fantasien (Sonate) für zwei Violen
- Sonata contrappuntistica for alto recorder and pianoforte
- Intonationsstudien für Viola
- Fünfundzwanzig Capricen für Viola: Lagenstudien in verschiedenen Kompositionstechniken.
- Musik für Viola Thema mit Variationen für Viola und Klavier
- Mixolydische Sonatine für Viola und Klavier
- Aria 12 Variationen und Chaconne-Fuge (über einen gegebenen Bass für Orgel oder 3 Streichinstrumente). Ein Lehrstück für doppelten Kontrapunkt und Kanonformen, Orgel
- Aria 12 Variationen und Chaconne-Fuge (über einen gegebenen Bass für Orgel oder 3 Streichinstrumente). Ein Lehrstück für doppelten Kontrapunkt und Kanonformen, Violine, Viola und Violoncello
- Tonleiter- und Akkordstudien für Viola
- 8 Etüden in der dritten Lagen Besetzung: Viola
- Sonate für Viola allein
- Elf kleine Duette
- Sonatine für Fagott und Klavier
- Sonate für Oboe und Klavier
- Präludium und Allegro: für Kontrabass und Klavier